# Lamellitrochus lamellosus
Lamellitrochus lamellosus är en snäckart som först beskrevs av Addison Emery Verrill och S. Smith 1880.  Lamellitrochus lamellosus ingår i släktet Lamellitrochus och familjen pärlemorsnäckor. Inga underarter finns listade i Catalogue of Life.